# اللعبة الكبرى

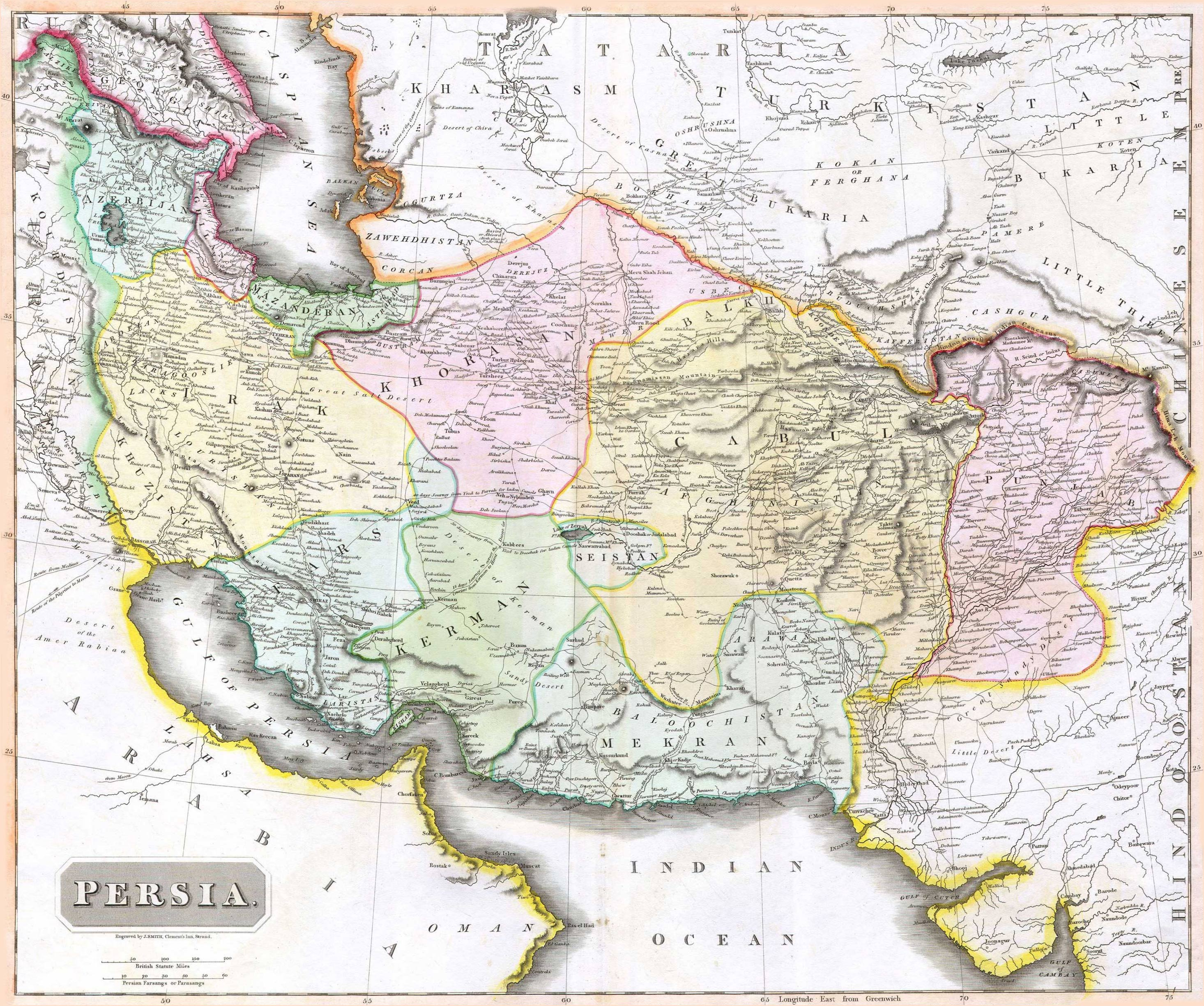
بلاد فارس في بداية اللعبة الكبرى سنة 1814

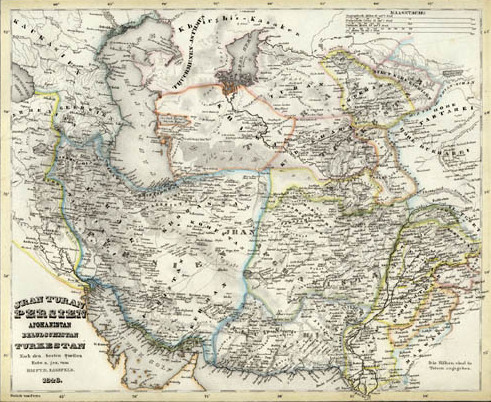
آسيا الوسطى حوالي سنة 1848

كانت «اللعبة الكبرى» نزاعًا سياسيًا ودبلوماسيًا ظل قائمًا لمعظم القرن التاسع عشر بين الإمبراطورية البريطانية والإمبراطورية الروسية على أفغانستان والأقاليم المجاورة في وسط وجنوب آسيا. كانت روسيا تخشى من الغارات التجارية والعسكرية البريطانية في آسيا الوسطى، وكانت بريطانيا تخشى من إضافة روسيا «جوهرة التاج»، أي الهند، إلى الإمبراطورية الشاسعة التي كانت روسيا تبنيها في آسيا. أدى ذلك إلى جو من عدم الثقة والتهديد المستمر بالحرب بين الإمبراطوريتين. جعلت بريطانيا أولويتها القصوى حماية جميع السبل إلى الهند، وكانت «اللعبة الكبرى» في المقام الأول هي الوسيلة التي فعل البريطانيون بها ذلك. خلص المؤرخون الذين لديهم حق الاطلاع على السجلات إلى أن روسيا لم يكن لديها خطط تتعلق بالهند، كما ذكر الروس مرارًا وتكرارًا.
بدأت اللعبة الكبرى في 12 يناير 1830، عندما كلف اللورد إلينبورو، رئيس مجلس التحكم في الهند، اللورد ويليام بينتينك، الحاكم العام، بإنشاء طريق تجاري جديد إلى إمارة بخارى. اعتزمت بريطانيا السيطرة على إمارة أفغانستان وجعلها محمية، واستخدام الإمبراطورية العثمانية، والإمبراطورية الفارسية، وخانات خيفا، وإمارة بخارى، كدول عازلة بين الإمبراطوريتين. كان هذا من شأنه أن يحمي الهند وكذلك طرق التجارة البحرية البريطانية الرئيسية عن طريق منع روسيا من الحصول على ميناء على الخليج الفارسي أو المحيط الهندي. اقترحت روسيا أفغانستان كمنطقة محايدة. تضمنت النتائج الحرب الأنغلو-أفغانية الأولى الفاشلة عام 1838، والحرب الأنغلو-سيخية الأولى عام 1845، والحرب الأنغلو-سيخية الثانية عام 1848، والحرب الأنغلو-أفغانية الثانية عام 1878، وضم روسيا خانات خوقند.
يعتبر المؤرخون أن نهاية اللعبة الكبرى كانت التوقيع على بروتوكولات لجنة حدود بامير في 10 سبتمبر 1895، عندما عُيّنت الحدود بين أفغانستان والإمبراطورية الروسية. جعلت رواية كيم (1901) لروديارد كبلينغ هذا المصطلح شائعًا وأدخلت التضمين الجديد لتنافس القوى العظمى. أصبح أكثر شعبية بعد حلول الحرب السوفيتية الأفغانية في عام 1979.

## اشتقاق المصطلح
استُخدِمَ مصطلح «اللعبة الكبرى» قبل القرن التاسع عشر بوقت طويل وارتبط بألعاب المخاطرة، مثل البطاقات والنرد. يعود المكافئ الفرنسي لو غراند جو إلى عام 1585 على الأقل، ويرتبط بمعاني المخاطرة والصدفة والخداع.

في النطاق التاريخي، يرجع تاريخ المصطلح إلى منتصف القرن التاسع عشر. تُنسب «اللعبة الكبرى» إلى النقيب آرثر كونولي (1807-1842) الذي تعين ضابطًا سياسيًا. في يوليو 1840، في مراسلات مع الرائد هنري رولينسون الذي كان قد تعين مؤخرًا وكيلًا سياسيًا جديدًا في قندهار، كتب كونولي، «لديك لعبة كبرى، لعبة نبيلة، أمامك». اعتقد كونولي أن منصب رولينسون الجديد منحه الفرصة لتعزيز الإنسانية في أفغانستان، ولخص آماله:
إذا كانت الحكومة البريطانية ستلعب فقط اللعبة الكبرى - مساعدة روسيا بحرارة للوصول إلى كل ما يحق لها توقعه - مصافحة بلاد فارس - الحصول على جميع التعديلات الممكنة من الأوزبكيين - إجبار أمير بخارى على أن يكون عادلًا معنا، والأفغان، ودول أوزبيك الأخرى، ومملكته - ولكن لم الاستمرار؛ أنت تعلم، بشكل ما على أي حال، وجهات نظري الواسعة. إن شاء الله! إن نفعيتهم، بل ضرورتهم سوف تُرى، ومن شأننا أن نلعب الجزء النبيل الذي يجب أن تملأه الأمة المسيحية الأولى في العالم.
أُدخِل المصطلح في التيار السائد من قبل الروائي البريطاني روديارد كبلينغ في روايته كيم (1901). استُخدِم لأول مرة أكاديميًا من قبل الأستاذ إتش. دبليو. سي. ديفيس في عرض تقديمي بعنوان اللعبة الكبرى في آسيا (1800-1844) في 10 نوفمبر 1926. أصبح استخدام مصطلح «اللعبة الكبرى» لوصف التنافس الأنغلو-روسي في آسيا الوسطى شائعًا فقط بعد الحرب العالمية الثانية.

## المنافسة البريطانية-الروسية في أفغانستان
من النظرة البريطانية، التوسع الروسي في آسيا الوسطى هدد بتحطيم «الجوهرة في تاج» الإمبراطورية البريطانية في الهند، كانت مخاوف البريطانيين من أن قوات القيصر ستقمع حكم الخانات في آسيا الوسطي (خيوة، بخارى، وخوقند) واحدا تلو الآخر. بذلك ستكون إمارات أفغانستان محطة تزود للقوات الروسية نحو غزوهم للهند.
مع وجود هذه الأفكار في العقلية البريطانية، شنت بريطانيا الحرب الإنجليزية الأفغانية الأولى في سنة 1838، وحاولت فرض حكم عميل لها في أفغانستان تحت حكم شجاع شاه. كانت حياة هذه الحكومة قصيرة وأثبتت عدم استمراريتها بدون مساعدة من طرف الجيش البريطاني. وفي سنة 1842 قامت الجماهير بمهاجمة البريطانيين في شوارع كابل وأجبرت الحامية البريطانية على مغادرة كابل بسبب الهجمات المستمرة من طرف المدنيين.
تكون الجيش البريطاني المنسحب تقريبا من 4500 جندي (690 فقط أوروبيين)،12000 معسكر تابع. طوال سلاسل من الهجمات التي شنها المقاتلون الأفغان، كل الأوربيون قضو نحبهم إلا «ويليام بريدون» خلال عملية الانسحاب نحو الهند، قليل من الجنود الهنديين من نجى ونجح في الوصول إلى الهند. كبحت جماح البريطانيين في أفغانستان بعد هذا الانسحاب المخزي من كابل.
بعد ثورة الهند سنة 1857، رأت حكومات بريطانية متتابعة على أن أفغانستان دولة حاجزة. كان الروسيون بقيادة قسطنطين كوفمان، ميخاييل سكوبيليف، ومخاييل تشيرنياف، قد استمروا في تقدمهم بثبات جنوبا من خلال آسيا الوسطى نحو أفغانستان، وبحلول سنة 1865 كانت مدينة طشقند قد ضمت عسكريا بشكل رسمي.
وبحلول 1868 كانت سمرقند قد أصبحت جزءا من الإمبراطورية الروسية، في حين جردت بخارى من الاستقلال من خلال معاهدة سلام في نفس السنة. في هذا الحين سيطرت روسيا على أراضي شاسعة وصولا إلى الخليج الشمالي من نهر جيجون.
في رسالة بعثها رئيس الوزراء البريطاني بينجامين دزرائيلي إلى الملكة فيكتوريا يقترح فيها «تصفية آسيا الوسطى من الروسيين وحملهم على التوجه إلى بحر القزوين». وقام بتقديم قانون الألقاب الملكية سنة 1876، الذي أضاف لقب إمبراطورة الهند إلى قائمة ألقاب الملكة فيكتوريا، واضعا إياها في نفس المرتبة مع إمبراطور روسيا.

## وصلات خارجية
- آسيا الوسطى: أفغانستان وعلاقتها بالمناطق البريطانية والروسية